# Walt Williams
Walter Ander Williams (ur. 16 kwietnia 1970 w Waszyngtonie) – amerykański koszykarz, występujący na pozycji skrzydłowego, medalista igrzysk panamerykańskich.
Wystąpił w teledysku Hootie & the Blowfish - "Only Wanna Be with You" oraz filmach Eddie (1996) z Whoopi Goldberg, Len Bias (2009) i Hood Hoops (2005).

## Osiągnięcia
Na podstawie, o ile nie zaznaczono inaczej.
NCAA
- Zaliczony do: 
  - I składu ACC (1992)
  - II składu:
    - All-American (1992)
    - turnieju ACC (1992)

NBA
- Zaliczony do II składu debiutantów NBA (1993)[4]
- Uczestnik konkursu rzutów za 3 punkty organizowanego podczas NBA All-Star Weekend (1997)[5]

Reprezentacja
- Brązowy medalista igrzysk panamerykańskich (1991)[1]